# Associazione Calcio Vigevano 1958-1959
Questa pagina raccoglie le informazioni riguardanti l'Associazione Calcio Vigevano nelle competizioni ufficiali della stagione 1958-1959.

## Rosa
| N. |                   | Ruolo | Calciatore          |
| -- | ----------------- | ----- | ------------------- |
|    | Italia (bandiera) | A     | Lorenzo Ambrosetti  |
|    | Italia (bandiera) | C     | Giancarlo Baldi     |
|    | Italia (bandiera) | C     | Franco Bassoli      |
|    | Italia (bandiera) | C     | Franco Baucè        |
|    | Italia (bandiera) | P     | Oliviero Beltrame   |
|    | Italia (bandiera) | C     | Armando Bicicli     |
|    | Italia (bandiera) | A     | Luigi Borghi        |
|    | Italia (bandiera) | A     | Angelo Borri        |
|    | Italia (bandiera) | A     | Alessandro Bozzetti |
|    | Italia (bandiera) | A     | Renato Campanini    |
|    | Italia (bandiera) | D     | Alberto Delfrati    |

| N. |                   | Ruolo | Calciatore          |
| -- | ----------------- | ----- | ------------------- |
|    | Italia (bandiera) | D     | Tullio Fanchini     |
|    | Italia (bandiera) | C     | Roberto Galimberti  |
|    | Italia (bandiera) | P     | Giancarlo Gallesi   |
|    | Italia (bandiera) | A     | Ulisse Gualtieri    |
|    | Italia (bandiera) | C     | Mario Invernizzi    |
|    | Italia (bandiera) | A     | Giordano Mattavelli |
|    | Italia (bandiera) | A     | Gianluigi Negri     |
|    | Italia (bandiera) | A     | Luciano Padoan      |
|    | Italia (bandiera) | A     | Giacomo Parodi      |
|    | Italia (bandiera) | D     | Carlo Scaccabarozzi |
|    | Italia (bandiera) | C     | Alberto Stefanelli  |

## Risultati

### Campionato

#### Girone di andata
| 8 gennaio 1958 1ª giornata | Lecco | 2 – 0 | Vigevano |  |

| 28 settembre 1958 2ª giornata | Vigevano | 1 – 0 | Brescia |  |

| 5 ottobre 1958 3ª giornata | Zenit Modena | 1 – 1 | Vigevano |  |

| 12 ottobre 1958 4ª giornata | Vigevano | 1 – 2 | Reggiana |  |

| 19 ottobre 1958 5ª giornata | Catania | 0 – 2 | Vigevano |  |

| 26 ottobre 1958 6ª giornata | Palermo | 0 – 0 | Vigevano |  |

| 2 novembre 1958 7ª giornata | Vigevano | 0 – 1 | Atalanta |  |

| 16 novembre 1958 8ª giornata | Como | 1 – 0 | Vigevano |  |

| 23 novembre 1958 9ª giornata | Vigevano | 0 – 0 | Marzotto Valdagno |  |

| 30 novembre 1958 10ª giornata | Novara | 2 – 0 | Vigevano |  |

| 7 dicembre 1958 11ª giornata | Vigevano | 4 – 1 | Prato |  |

| 14 dicembre 1958 12ª giornata | Vigevano | 0 – 2 | Taranto |  |

| 21 dicembre 1958 13ª giornata | Sambenedettese | 0 – 0 | Vigevano |  |

| 15 dicembre 1946 14ª giornata | Vigevano | 1 – 1 | Verona |  |

| 4 gennaio 1959 15ª giornata | Cagliari | 3 – 2 | Vigevano |  |

| 11 gennaio 1959 16ª giornata | Vigevano | 1 – 2 | Parma |  |

| 18 gennaio 1959 17ª giornata | Messina | 2 – 0 | Vigevano |  |

| 25 gennaio 1959 18ª giornata | Vigevano | 1 – 0 | Simmenthal-Monza |  |

| 1º febbraio 1959 19ª giornata | Venezia | 0 – 1 | Vigevano |  |

#### Girone di ritorno
| 8 febbraio 1959 20ª giornata | Vigevano | 0 – 0 | Lecco |  |

| 15 febbraio 1959 21ª giornata | Brescia | 2 – 0 | Vigevano |  |

| 22 febbraio 1959 22ª giornata | Vigevano | 1 – 3 | Zenit Modena |  |

| 1º marzo 1959 23ª giornata | Reggiana | 2 – 0 | Vigevano |  |

| 8 marzo 1959 24ª giornata | Vigevano | 0 – 1 | Catania |  |

| 15 marzo 1959 25ª giornata | Vigevano | 0 – 1 | Palermo |  |

| 19 marzo 1959 26ª giornata | Atalanta | 5 – 0 | Vigevano |  |

| 22 marzo 1959 27ª giornata | Vigevano | 0 – 2 | Como |  |

| 29 marzo 1959 28ª giornata | Marzotto Valdagno | 0 – 1 | Vigevano |  |

| 5 aprile 1959 29ª giornata | Vigevano | 1 – 0 | Novara |  |

| 12 aprile 1959 30ª giornata | Prato | 1 – 0 | Vigevano |  |

| 19 aprile 1959 31ª giornata | Taranto | 2 – 1 | Vigevano |  |

| 26 aprile 1959 32ª giornata | Vigevano | 1 – 1 | Sambenedettese |  |

| 3 maggio 1959 33ª giornata | Verona | 5 – 3 | Vigevano |  |

| 10 maggio 1959 34ª giornata | Vigevano | 1 – 1 | Cagliari |  |

| 17 maggio 1959 35ª giornata | Parma | 0 – 1 | Vigevano |  |

| 24 maggio 1959 36ª giornata | Vigevano | 1 – 1 | Messina |  |

| 31 maggio 1959 37ª giornata | Simmenthal-Monza | 1 – 1 | Vigevano |  |

| 6 giugno 1959 38ª giornata | Vigevano | 3 – 1 | Venezia |  |